# Marc Guéhi
Addji Keaninkin Marc-Israel Guéhi (* 13. července 2000 Abidžan) je anglický profesionální fotbalista, původem z Pobřeží slonoviny, který hraje na pozici středního obránce za anglický klub Crystal Palace FC a za anglický národní tým do 21 let, ve kterém nosí kapitánskou pásku.
Guéhi je odchovancem londýnské Chelsea. Následně strávil dvě sezóny na hostování ve velškém klubu Swansea City. V červenci 2021 přestoupil do Crystal Palace, když se stal třetím nejdražší posilou v historii klubu. Je anglickým mládežnickým reprezentantem a byl součástí týmu, který vyhrál Mistrovství světa hráčů do 17 let 2017.

## Klubová kariéra
Guéhi se narodil ve městě Abidžan v Pobřeží slonoviny a ve věku jednoho roku se svou rodinou přestěhoval do anglického Londýna. Začal hrát v akademii týmu Cray Wanderers ve věku šesti let a jeho trenérem byl skaut z Chelsea. Po dvou letech v klubu se přesunul do akademie prvoligové Chelsea.

### Chelsea
V září 2017 podepsal svou první profesionální smlouvu a to do roku 2020. 25. září 2019 debutoval v týmu při vítězstvím 7:1 nad Grimsby Town ve třetím kole EFL Cupu. Své druhé, a zároveň poslední, utkání v klubu odehrál 30. října při porážce 2:1 nad Manchesterem United ve čtvrtém kole téže soutěže.

#### Swansea City (hostování)
Dne 10. ledna 2020 odešel Guéhi na půlroční hostování po zbytek sezony 2019/20 do druholigové Swansea City.
Guéhi debutoval 25. ledna při porážce 2:0 se Stoke City. 5. července, po tříměsíční ligové pauze způsobené pandemií covidu-19, se poprvé objevil v základní sestavě, a to v zápase s Sheffieldem Wednesday. V základní sestavě nastoupil i ve všech pěti zbývajících ligových zápasech a pomohl týmu k posunu na šesté místo soutěže a k postupu do postupového play-off. Odehrál oba zápasy semifinále proti Brentfordu; po výsledcích 1:0 a 1:3 (z pohledu Swansea) však do finále postoupil Brentford.
Dne 26. srpna 2020 odešel Guéhi na další hostování do Swansea, tentokráte se jednalo o roční hostování. Stal se stabilní postavou v obraně velšského klubu a během celé sezóny vynechal pouze 6 ligových utkání. V sezóně pomohl klubu k udržení celkem 17 čistých kont v lize a Swansea skončila na čtvrté příčce. Odehrál všechna utkání postupového play-off; obě semifinálová utkání proti Barnsley a také finálovou porážkou 2:0 s Brentfordem.

### Crystal Palace
Dne 18. července 2021 přestoupil Guéhi do Crystal Palace za poplatek ve výši asi 18 milionů liber, díky čemuž se stal třetí nejdražší posilou v historii klubu po Christianu Bentekem a Mamadou Sakhem. V klubu debutoval v prvním kole sezóny 2021/22, když se objevil v základní sestavě utkání proti klubu, jehož je odchovancem; zápas Chelsea vyhrála 3:0.

## Reprezentační kariéra
Guéhi má možnost reprezentovat Anglii i Pobřeží slonoviny. V květnu 2017 byl kapitánem anglického týmu na Mistrovství Evropy hráčů do 17 let. Na turnaji nevynechal ani minutu, vstřelil vlastní gól při vítězství 3:1 v prvním zápase základní skupiny proti Norsku a pomohl Anglii k stříbrným medailím, když ve finále podlehli Španělsku po penaltovém rozstřelu. V říjnu 2017 byl nominován do týmu na Mistrovství světa do 17 let. Dne 28. října vstřelil čtvrtý gól svého týmu při výhře 5:2 proti Španělsku ve finále soutěže.
V srpnu 2019 byl Guéhi poprvé povolán do anglické jednadvacítky. 7. září 2021, v zápase proti Kosovu, se stal kapitánem týmu, při absenci stálého kapitána Eddieho Nketiaha.

## Statistiky

### Klubové
K 3. říjnu 2021
| Klub                 | Sezóna  | Liga           | Liga   | Liga | FA Cup | FA Cup | EFL Cup | EFL Cup | Ostatní | Ostatní | Celkem | Celkem |
| Klub                 | Sezóna  | Liga           | Zápasy | Góly | Zápasy | Góly   | Zápasy  | Góly    | Zápasy  | Góly    | Zápasy | Góly   |
| -------------------- | ------- | -------------- | ------ | ---- | ------ | ------ | ------- | ------- | ------- | ------- | ------ | ------ |
| Chelsea              | 2019/20 | Premier League | 0      | 0    | 0      | 0      | 2       | 0       | 0       | 0       | 2      | 0      |
| Swansea City (host.) | 2019/20 | Championship   | 12     | 0    | —      | —      | —       | —       | 2       | 0       | 14     | 0      |
| Swansea City (host.) | 2020/21 | Championship   | 40     | 0    | 2      | 0      | 0       | 0       | 3       | 0       | 45     | 0      |
| Swansea City (host.) | Celkem  | Celkem         | 52     | 0    | 2      | 0      | 0       | 0       | 5       | 0       | 59     | 0      |
| Crystal Palace       | 2021/22 | Premier League | 7      | 0    | 0      | 0      | 1       | 0       | —       | —       | 8      | 0      |
| Celkem               | Celkem  | Celkem         | 59     | 0    | 2      | 0      | 3       | 0       | 5       | 0       | 69     | 0      |

## Ocenění

### Reprezentační

#### Anglie U17
- Mistrovství světa do 17 let: 2017[35]
- Mistrovství Evropy do 17 let: 2017 (druhé místo)[30]

#### Individuální
- Jedenáctka turnaje Mistrovství Evropy do 17 let: 2017[36]